# Harry Moen
Henri Raoul (Harry) Moen (Curaçao, circa 1955) is een Antilliaans musicus.
De muziek heeft hij niet van een vreemde. Zijn moeder Irma M.J. Römer (vader Adriaan Jan Moen) leidde het jongerenkoor Coromoto-Santa Familia. Ook zijn vrouw Claire Marugg vond bezigheid in de muziek.
Een jonge Moen was zanger in het koor van Frank Francisca Párajos. Zijn muziekopleiding verkreeg hij aan het Conservatorium van Puerto Rico, hij studeerde daar in 1983 cum laude af. Nog voordat hij daar ging studeren had hij in 1974/1975 het ensemble Grupo Serenada opgericht, een gevolg van een oplevende belangstelling voor muziek van eigen bodem. De basis werd gevormd door de rockgroep (Twilight Zone and Company), met leden als Eric Calmes, Cedric Dandaré, drummer Axel Prudencia en organist Raffi Pichardo. Die band was betrokken bij de musical Godspell en een show met Antilliaanse liederen Serenada. Dat werd de naam van het nieuwe ensemble, waarmee Moen de Antilliaanse muziekcultuur wilde bevorderen en promoten. Om dit te kunnen doen moest Moen op zoek naar dragers van die cultuur binnen bijvoorbeeld de seú en tambú, maar ook naar dichters in het papiaments. Met het ensemble maakte hij tournees door de Cariben en was in 1993 op tournee door Nederland.
Het gezelschap bracht onder meer de compact disc Laman uit, waar in het ene lied a capella gezongen wordt, in andere liedjes is er begeleiding met onder meer inheemse muziekinstrumenten kuarta (een soort ukelele) en wiri-wiri (soort rasp).
In 1993 werd Moen, hij was 38 jaar, onderscheiden met de Cola Debrotprijs (1500 Antilliaanse guldens) voor zijn bijdragen aan het (her)ontdekken van Curaçaose muziek. Hij ontving de prijs in Sorsaka uit handen van de gezaghebber Elmer Wilsoe. Na de overhandiging bracht Serenade een aantal liederen ten gehore van Augusto Gressman, Guillermo Pieters, Horacio Hoyer, Walter de Jongh en Emilio Prudencia. Tot slot volgde Unda bosonan a keda van René Clemencia en Hendrik Anzola. Het jaar erop maakte Moen deel uit van de jury voor toekenning van de prijs; ook Lucille Berry-Haseth was jurylid.
Moen was meer dan dertig jaar werkzaam in het (muziek)onderwijs. In de 21e eeuw verzorgt hij rondreizen rondom muziek van de eilanden en geeft lezingen over Antilliaanse geschiedenis al dan niet in relatie met muziek. In 2023 werd hij onderscheiden met de PBCCG Cultuurprijs vanwege zijn bijdrage aan de muzikale ontwikkeling op Curaçao met grote nadruk op de papiamentstalige folkloristische muziek (Curaçao), aldus de uitreikende instantie.